# Paraona bicolor
Paraona bicolor är en fjärilsart som beskrevs av De Toulgoët 1968. Paraona bicolor ingår i släktet Paraona och familjen björnspinnare. Inga underarter finns listade i Catalogue of Life.